# Willy Vlautin
Willy Vlautin (Reno, 1967) é um escritor e músico estadunidense. Membro The Delines, lançou nove álbuns de estúdio com sua banda e escreveu quatro romances: The Motel Life, Northline, Lean on Pete e The Free.